# Reinhardsmunster
Reinhardsmunster – miejscowość i gmina we Francji, w regionie Grand Est, w departamencie Dolny Ren.
Według danych na rok 1990 gminę zamieszkiwało 366 osób, 20 os./km².